# چارگوش‌ماهی پشت‌دراز
چارگوش ماهی پشت دراز (نام علمی: Raja clavata) نام یک گونه از تیره چارگوش‌ماهی است. این گونه در آب‌های کناره‌ای در اروپا و اقیانوس اطلس در غرب آفریقا و آفریقای شمالی یافت می‌شود. بومی نامبیبیا و آفریقای جنوبی است. این گونه در اعماق ۱۰–۶۰ متری زندگی می‌کند و از انواع سخت‌پوستان، دوجورپایان و انواع میگو و خرچنگ تغذیه می‌کند. این گونه برای نخستین بار در جهان توسط کارل لینه در سال ۱۷۵۸ میلادی، کشف و نامگذاری شده است.